# Frédérique Robert
Frédérique Robert (* 25. Januar 1989 in Mol) ist ein ehemaliger belgischer Bahn- und Straßenradrennfahrer.

## Werdegang
Frédérique Robert wurde 2006 auf der Bahn belgischer Juniorenmeister im Madison und im Sprint. Auf der Straße gewann er eine Etappe der Niedersachsen-Rundfahrt. 2007 wurde er nationaler Meister im Keirin, im Teamsprint, im Sprint und im Madison. Auf der Straße gewann er das Eintagesrennen Aalst-St. Truiden-Aalst und jeweils eine Etappe beim Ster van Zuid-Limburg, beim Sint-Martinusprijs Kontich und bei Po Stajerski. Außerdem war er bei zwei Teilstücken der Ronde Vlaamse Ardennen erfolgreich und wurde auch Erster der Gesamtwertung. In der U23-Klasse gewann Robert 2008 eine Etappe bei Le Triptyque des Monts et Châteaux. 2009 gewann er das Eintagesrennen Brussel-Opwijk, den Zuidkempense Pijl und eine Etappe beim Triptyque Ardennais. 
Jeweils zum Ende der Saisons 2009 und 2010 fuhr Robert für das belgische ProTeam Quick Step als Stagiaire und wechselte anschließend in das Profilager. Bereits nach einem Jahr verließ er das Team Quick Step und wurde Mitglied im Lotto Belisol Team. Für das Team gewann er 2013 zwei Etappen der La Tropicale Amissa Bongo. Zur Saison 2014 wechselte er zum Team Wanty-Groupe Gobert und gewann erneut zwei Etappen bei La Tropicale Amissa Bongo.
Nach der Saison 2015 wechselte Robert für ein Jahr zum Crelan-Vastgoedservice Continental Team, am Ende der Saison 2016 beendete er seine aktive Karriere als Radsportler.

## Erfolge – Bahn
2006
- Belgischer Meister – Madison (Junioren) mit Stijn Steels
- Belgischer Meister – Sprint (Junioren)

2007
- Belgischer Meister – Keirin (Junioren)
- Belgischer Meister – Teamsprint (Junioren) mit Stijn Steels und Timothy Stevens
- Belgischer Meister – Sprint (Junioren)
- Belgischer Meister – Madison (Junioren) mit Stijn Steels

## Erfolge – Straße
2006
- eine Etappe Internationale Niedersachsen-Rundfahrt der Junioren

2007
- eine Etappe und Punktewertung Po Stajerski
- eine Etappe und Punktewertung Sint-Martinusprijs Kontich

2008
- eine Etappe Le Triptyque des Monts et Châteaux

2010
- eine Etappe Le Triptyque des Monts et Châteaux

2013
- zwei Etappen La Tropicale Amissa Bongo

2014
- zwei Etappen La Tropicale Amissa Bongo